# Panditrao Agashe
Jagdish "Panditrao" Agashe, född 1936, död 16 november 1986 i Pune, var en indisk affärsman, mest ihågkommen för att han efterträdde sin far Chandrashekhar Agashe som den andra verkställande direktören för Brihan Maharashtra Sugar Syndicate. Panditrao Agashe-skolan i Pune har fått sitt namn till honom.